# El Mina
El Mina és una ciutat del Líban que actua com a port de Trípoli. Poblada des de l'època dels fenicis, la població viu del comerç i dels serveis i en segon lloc de la pesca. Les petites illes properes són un reclam turístic, ja que moltes d'elles han estat declarades reserva natural i contenen abundància de fauna i flora. La cultura predominant és l'àrab, amb barreja ètnica i lingüística als afores. Té un conveni de col·laboració estable amb Barcelona.